# Jiangmiao Xiang
Jiangmiao Xiang (kinesiska: 江庙乡, 江庙) är en socken i Kina. Den ligger i provinsen Hebei, i den norra delen av landet, omkring 410 kilometer söder om huvudstaden Peking.
Genomsnittlig årsnederbörd är 630 millimeter. Den regnigaste månaden är juli, med i genomsnitt 207 mm nederbörd, och den torraste är januari, med 3 mm nederbörd.